# Takeo Wakabayashi
Takeo Wakabayashi (29 agosto 1907 – 7 agosto 1937) è stato un calciatore giapponese, di ruolo attaccante.